# Sagwa, the Chinese Siamese Cat
Sagwa, the Chinese Siamese Cat (no Brasil, Sagwa, A Gatinha Siamesa e em Portugal, Sagwa, A Gata Siamesa Chinesa) é um desenho animado educativo infantil chino-canadense-estadouniense, criada por Amy Tam e produzida pela Nelvana, CineGroupé e Sesame Workshop para os canais PBS, PBS Kids, Nickelodeon, Nick Jr., CBC, CBC Kids, Knowledge Kids, TVOntario, TVO Kids e Teletoon. a série começou transmitida pela PBS no dia 3 de setembro de 2001 á 5 de outubro de 2002, pela Nickelodeon para o canal Nick Jr. no bloco do canal Noggin no dia 10 de setembro de 2001 e 9 de outubro de 2002, e no Canadá, transmitida pelos canais CBC, CBC Kids, Knowledge Kids, Teletoon, TVOntario, TVO Kids e Treehouse TV no dia 24 de setembro de 2001 e 26 de outubro de 2002. No Brasil, o desenho foi exibido pelo canal Futura entre 2002 e 2011. Em 2004, passou no 2: e depois na RTP1 em Portugal e no Canal Panda.
Foram lançados alguns volumes em VHS com 2 episódios da série em cada um.

## Sinopse
A série conta a história de Sagwa, uma gatinha da raça siamesa que pertence à família real chinesa. Ela vive no palácio com sua família de gatos: seus pais, mamãe e papai Miao, e seus irmãos, Sheegwa e Dongwa. Sagwa é muito curiosa e hiperativa, e vive brincando com seus irmãos e com seu amigo, o morcego Fu-Fu, no quintal do palácio. Ela aprende algo novo a cada episódio.

## Personagens
- Sagwa: A personagem principal da trama. É uma gata desastrada, simpática, risonha e cheia de amigos. O seu melhor amigo é o morcego Fu-Fu. É irmã de Sheegwa e de Dongwa. Os seus pais são Bau-Bau (Papai Miau) e Shiau Feng (Mamãe Miau). Ela mora no palácio do Mandarim e Tai Tai. Uma das poucas gatas que sabe ler em chinês, também adora desenhar, fazendo os mais belos desenhos usando sua própria cauda como pincel.
- Sheegwa: A irmã de Sagwa e Dongwa. É a caçula da família. É muito esperta e ativa. Sempre em busca de amizade. Às vezes estraga tudo.
- Dongwa: Irmão mais velho de Sagwa e Sheegwa. Adora esportes e lutas de artes marciais. Está sempre em busca de amizades. Ele é um gato que não tem dificuldade de fazer amigos.
- Fu-Fu: Um morcego, melhor amigo de Sagwa. Assim como todos de sua espécie, enxerga muito mal, e por isso usa óculos. Mora numa caverna afastada, mas sempre bate as asas para visitar Sagwa. Diferente dos outros morcegos que são noturnos, ele voa e aparece durante o dia.
- Mamãe e Papai Miau: São os pais de Sagwa, Dongwa e Sheegwa. Seus verdadeiros nome são Bau-Bau e Shiau Feng. São os animais de estimação oficiais do Mandarim.
- Mandarim: Aparece em quase todos os episódios. É o mandarim da província há mais de 30 anos. Divertido e muito guloso, sabe como viver, e adora seus gatos de estimação, principalmente de Sagwa.
- Leitor: Aparece em quase todos os episódios. Ele é quem lê todas as leis absurdas que o senhor mandarim escreve. É o melhor amigo do Cozinheiro.
- Tai Tai: É a rabugenta mulher do Mandarim. Muitas vezes, ela é quem dá as ordens do reino, mostrando-se autoritária e exigente. Mima muito suas filhas, e vive sendo bajulada pelo marido.
- Filhas do Mandarim - Badô, Wangdô e Luckdô são as três filhas do mandarim e de Tai Tai. Badô é a que mais mostra personalidade, em geral, e é muito apegada à Sagwa.

## Episódios
Nos Estados Unidos foram feitos 40 episódios que começaram a ser exibidos no dia 3 de Setembro de 2001 e seu último episódio foi ao ar no canal americano PBS no dia 5 de outubro de 2002.

## História
O Desenho Animado de Sagwa foi baseado num livro chamado:"Sagwa, the Chinese Siamese Cat" que traduzindo para a Língua Portuguesa quer dizer:"Sagwa, A Gata Siamesa Chinesa" pela Autora Amy Tan. Que foi um sucesso total na Década de 1990.